# Czarna (dopływ Morza Bałtyckiego)
Czarna – strumień, dopływ Morza Bałtyckiego o długości 2,62 km i powierzchni zlewni 4,46 km².
Strumień płynie na Wybrzeżu Słowińskim, w granicach administracyjnych Ustki, w woj. pomorskim. Zaczyna bieg w przy ul. Krokusowej, skąd płynie w kierunku zachodnim i północno-zachodnim. Uchodzi do Morza Bałtyckiego przy zachodniej granicy miasta.
Nazwę Czarna wprowadzono urzędowo w 1955 roku, zastępując niemiecką nazwę See-Graben. Nazwę strumienia zaczerpnięto od dawniej zarosłego jeziora o niemieckiej nazwie Schwarze See (dosłownie 'Czarne Jezioro'), przez które przepływał strumień.